# Аніховка
Ані́ховка (рос. Аниховка) — село у складі Адамовського району Оренбурзької області, Росія.

## Географія
Селище знаходиться у східній частині регіону, в підзоні типчаково-ковилових степів, біля річки Жангизагаш.
Клімат характеризується як різко континентальний з морозною зимою та спекотним літом. Середньорічна температура повітря становить 1,5 °C. Абсолютний максимум температури повітря становить 42 ° С; абсолютний мінімум — −42 °C. Середньорічна кількість атмосферних опадів становить 280—330 мм. При цьому близько 75 % опадів випадає у теплий період. Сніговий покрив тримається загалом близько 152 днів у році.

## Історія
Село утворено на початку ХХ століття переселенцями з України. Названо на честь землеміра А. Л. Аніховського. У 1910 році Аніховка стає волосним центром. До 1917 року у селі налічувалося до 150 дворів, але в період голоду 1921—1922 років населення села різко зменшилось, частина жителів повернулася в Україну. У 1928 році з'явилася сільськогосподарська артіль «1 Мая», якої у 1930-ті роки утворився колгосп «Стопами Леніна».

## Населення
Населення — 932 особи (2010; 1116 у 2002).
Національний склад (станом на 2002 рік):
- росіяни — 42 %
- казахи — 27 %

## Транспорт
Знаходиться на перехресті двох автошляхів міжмуніципального значення: «Під'їзд до с. Аніхока від а/д Адамовка — кордон Республіки Казахстан» (ідентифікаційний номер 53 ВП МОЗ 53Н-0202110) та «Аніховка — Рясний» (ідентифікаційний номер 53 ВП МОЗ 53Н-0206000). Зупинка громадського транспорту «Аніховка».